# Let’s Eat Grandma
Let’s Eat Grandma je britské popové duo původem z Norwiche hrající od roku 2013 ve složení Jenny Hollingworthová a Rosa Waltonová. K roku 2023 vydaly tři studiová alba a vytvořily soundtrack k britskému netflixovému seriálu Half Bad: Parchant s ďáblem v těle. Jejich hudba je popisována jako art pop, synthpop či psychedelický pop.

## Historie
Dvojice se skamarádila v mateřské škole a hudbu spolu začala tvořit v deseti letech, skupina byla založena v roce 2013, když jim bylo třináct. Jejich první píseň byla o naštvaném kuřeti. Jméno skupiny je známým anglickým vtipem o důležitosti interpunkce – vynechání čárky před slovem grandma mění význam věty z „dejme se do jídla, babičko“ na „snězme babičku.“ Jejich debutové album I, Gemini, vyšlo pod labelem Transgressive Records v roce 2016, tedy když jim bylo 16 a 17 let. Obsahuje deset skladeb a bylo dobře kriticky přijato hudebními časopisy NME či Pitchfork.
V lednu 2018 vyšel jejich singl Hot Pink, na kterém spolupracovaly se SOPHIE, následovaný singly Falling Into Me v březnu, It’s Not Just Me v dubnu a Ava v červnu z alba I’m All Ears. To vyšlo na konci června a obsahuje celkem jedenáct skladeb a stalo se albem roku podle časopisu Q.
Po smrti přítele Hollingworthové a zrušení turné po Spojených státech v roce 2019 se Waltonová přestěhovala do Londýna a přípravy na jejich třetí studiové album Two Ribbons o přátelství, lásce a odloučení probíhaly na dálku. V porovnání s jejich debutovým albem je Two Ribbons popovou deskou přístupnější širšímu publiku. Vyšla v dubnu 2022 a obsahuje deset skladeb, z nichž čtyři (Hall of Mirrors, Two Ribbons, Happy New Year a Levitation) byly vydávaný jako singly od září 2021.
Waltonová v roce 2020 nahrála originální synthpopovou skladbu I Really Want to Stay at Your House pro soundtrack k polské videohře Cyberpunk 2077, která v roce 2022 získala na popularitě po odvysílání anime Cyberpunk: Edgerunners, kde je také použita.

## Diskografie
- 2016 – I, Gemini
- 2018 – I’m All Ears
- 2022 – Two Ribbons

- 2022 – The Bastard Son & the Devil Himself[12]